# Gonzalo de Borbón

Wappen von Gonzalo de Borbón

Gonzalo de Borbón y Dampierre, vollständiger Name Gonzalo Víctor Alfonso José Bonifacio Antonio María de Todos los Santos de Borbón y Dampierre (* 5. Juni 1937 in Rom, Italien; † 27. Mai 2000 in Lausanne, Schweiz), war ein Mitglied der spanischen Linie der Bourbonen und Herzog von Aquitanien.

## Leben
Gonzalo war der zweite und jüngste Sohn von Jaime de Borbón (1908–1975), Herzog von Anjou und Segovia, und seiner ersten Frau Prinzessin Victoire Jeanne Joséphine Emmanuelle (1913–2012), Tochter von Roger de Dampierre, 2. Herzog de San Lorenzo, und Prinzessin Vittoria Ruspoli. Seine Großeltern väterlicherseits waren der spanische König Alfons XIII. und Prinzessin Victoria Eugénie von Battenberg.
Er wurde im Palazzo Ruspoli, das seine Großeltern mütterlicherseits gehörte, von Kardinal Eugenio Maria Pacelli (spätere Papst Pius XII.) in Rom getauft. Da seine Mutter keine Prinzessin aus einem königlichen Haus war, schloss sein Großvater ihn und seinen älteren Bruder Alfons Jaime von der spanischen Thronfolge, laut der pragmatische Sanktion von 1776, aus. Sein Vater war jedenfalls anderer Meinung, dass seine Söhne spanische Infanten mit allen Rechten seien.
1941 zog die Familie in der Schweiz nach Lausanne, Gonzalo und sein Bruder besuchten das Collège Saint-Jean in Freiburg. Am 8. Dezember 1946 bekam er seine erste Kommunion von Pedro Segura y Sáenz, Erzbischof von Sevilla. Ein Jahr später ließen sich seine Eltern in Budapest scheiden und 1949 gingen beide eine erneute Ehe ein. 1952 forderte der Diktator Francisco Franco Gonzalos Vater auf, ihn und seinen Bruder Alfonso nach Spanien zur Ausbildung unter seiner Aufsicht zu schicken, ebenso wie deren Vettern Juan Carlos und Carlos. Gonzalo und sein Bruder wurden gegen den Willen ihrer Mutter 1953 aus dem Schweizer Internat Institut Montana Zugerberg abgeholt und nach Spanien gebracht. Dort machte Gonzalo sein Abitur. Nach dem Militärdienst begann er mit einem Studium an der Madrider Universität. Im Gegensatz zu seinem Bruder, dem Franco seine Enkelin zur Frau gab, wurde Gonzalo von ihm nie ernsthaft als möglicher Thronfolgekandidat in Betracht gezogen.

## Partnerinnen und Tod
- Im Dezember 1959 verlobte sich Don Gonzalo in San Francisco mit der Huntington Hotel-Erbin Dorothy Marguerite Fritz, doch die Heirat fand nie statt.

- Aus einer Liaison mit der Amerikanerin Sandra Lee Landry ging eine Tochter hervor: Stephanie Michelle de Borbón (* 19. Juni 1968 in Miami).

- Am 28. Januar 1983 heiratete Don Gonzalo in Puerto Vallarta, Mexiko, Doña María del Carmen Harto y Montealegre  (* 1947), die Ehe wurde am 18. April 1983 geschieden, bevor sie in Spanien registriert wurde. Die Ehe blieb kinderlos.

- Wenige Monate später ging er eine zweite Ehe ein. Die Hochzeit mit Doña María de las Mercedes Licer y García (* 1963) fand am 25. Juni 1984 in Madrid statt. Im Juli 1985 trennte sich das Paar, die Ehe wurde 1989 geschieden und 1994 annulliert. Die Verbindung blieb kinderlos.

- Am 12. Dezember 1992 heiratete Don Gonzalo in Genua Doña Emanuela María Pratolongo (* 1960).

Am 27. Mai 2000 starb Don Gonzalo in Lausanne an Leukämie. Er wurde in der Kapelle San Sebastian in der Kirche der Descalzas Reales in Madrid bestattet.

## Titel, Orden und Ehren

### Titel
- 1937–2000 Prinz de Bourbon und von Frankreich mit der Anrede Seine königliche Hoheit
- 1972–2000 Herzog von Aquitanien

1941 proklamierten die Legitimisten seinen Vater als rechtmäßigen Erben auf den Thron von Frankreich sowie zum Oberhaupt der französischen Linie der Bourbonen. Don Gonzalo stand viele Jahre an zweiter Stelle, bis zur Geburt seiner Neffen Francisco und Louis Alphonse.

### Orden
- Träger des Orden vom Goldenen Vlies
- Orden vom heiligen Geist
- Ordre de Saint-Michel
- Ritterorden der hl. Mauritius und Lazarus; wurde ihm 1972 von Viktor Emanuel von Savoyen verliehen.

Am 14. September 1988 stellte das Tribunal d'instance in Montpellier ihm die französische Staatsbürgerschaft aus.